# Trigonostemon howii
Trigonostemon howii är en törelväxtart som beskrevs av Elmer Drew Merrill och Woon Young Chun. Trigonostemon howii ingår i släktet Trigonostemon och familjen törelväxter. Inga underarter finns listade i Catalogue of Life.